# Montadas
Montadas là một đô thị thuộc bang Paraíba, Brasil. Đô thị này có diện tích 59,4 km², dân số năm 2007 là 4450 người, mật độ 94,7 người/km².